# God's Army
God's Army (en español El Ejército de Dios) es una película del año 2000 de temática SUD. Escrita y dirigida por Richard Dutcher. Es una película de cine independiente, financiada por inversores privados.

## Reparto
- Matthew A. Brown como Elder Allen.
- Richard Dutcher como Elder Dalton.
- Jacque Gray como Hermana Fronk.
- DeSean Terry como Elder Banks.
- Michael Buster como Elder Kinegar.
- Luis Robledo como Elder Sandoval «el lamanita».
- Jeff Kelly como Elder Mangum.
- John Pentecost como Presidente Beecroft.
- Lynne Carr como Hermana Beecroft.

## Argumento
God's Army trata sobre la lucha que tienen los misioneros mormones en el servicio misional y en la fe.
La película se centra en una pareja de misioneros, Elder Allen y Elder Dalton que sirven su misión en Los Ángeles, California. Dalton es un experimentado misionero mientras que Allen es un recién llegado, que fue emparejado con Dalton para ser entrenado.
El Elder Allen es un miembro poco activo en la Iglesia, su padre fue excomulgado y su madre dejó de asistir a las reuniones dominicales.
Dalton, como compañero mayor, demuestra ser muy exigente, provocando a Allen replantearse el porqué de su misión, pensando incluso en abandonar tan pronto como había llegado. Allen observa como otro misionero, Elder Kinegar, abandona el servicio misional a causa de una pérdida de fe. Allen recapacita y piensa todos los sacrificios que tuvo que pasar para poder servir una misión, observa el ejemplo de su compañero, que tuvo que dejar los estudios de medicina de la universidad para poder servir a Dios. Tras una prueba de fe, Allen finalmente reconoce que realmente es un mensajero de Dios.

## Recepción
La película fue destinada principalmente a los miembros de La Iglesia de Jesucristo de los Santos de los Últimos Días (mormones), aunque también iba dirigida a todo el público. La película fue bien recibida por el público objetivo, pero fue recibida con cierta confusión por parte de los espectadores no miembros de la Iglesia.
Muchos de los críticos profesionales se complacen por la intención de Dutcher para abordar algunas de las cuestiones más sensibles de la Iglesia SUD, como la negación de la Iglesia anteriormente a otorgar el Santo Sacerdocio a las personas de raza negra. Además, admiran la representación acerca de las luchas y conflictos de los misioneros y a la labor que se enfrentan. A pesar de ello, algunos sintieron que la película era demasiado apologética
La taquilla clasifica a God's Army en el puesto nº22 de las mejores películas cristianas.